# Villa San Carlos (Mendoza)
Villa San Carlos es la cabecera del departamento San Carlos en la provincia de Mendoza, Argentina, ubicada a unos 103 km de la ciudad de Mendoza. 

## Descripción
Fue fundada el 3 de octubre de 1772.Es uno de los poblados más antiguos de la provincia de Mendoza. Es el principal centro cívico del departamento.
Actualmente cuenta con una población estimada de 11.000 habitantes. Se conservan aún las ruinas del fuerte San Carlos, erigido en 1770 para combatir malones aborígenes. Además de un museo regional, donde pueden encontrarse muestras de la antigua cultura sancarlina y un albergue municipal. Dispone de dos hoteles de alta categoría, con excelente gastronomía internacional y platos típicos. 
El polideportivo "Fortunato Perazzoli", es un complejo que cuenta con todas las instalaciones para actividades deportivas, recreación y turismo. También cuenta con el teatro municipal "Neyú Mapú", al aire libre donde se realizan importantes eventos centrales, como la fiesta provincial de la Tradición y la fiesta departamental de la Vendimia.

## Educación
Dispone de dos escuelas primarias, una escuela secundaria, un centro de educación para adultos y uno para niños con capacidades diferentes. 

## Geografía

### Clima
Los veranos son suaves y moderados, en tanto que los inviernos son fríos y rigurosos, con numerosos días por debajo de los -5 °C Bajo cero. La temperatura mínima media en el mes de junio es de -1,8 °C y la máxima media de 14,5 °C. Las mínimas absolutas solían alcanzar hasta los -19 °C (Periodo 1961 - 1990).

### Sismicidad
La sismicidad del área de Cuyo (centro oeste de Argentina) es frecuente y de intensidad muy alta, con un silencio sísmico de terremotos medios a graves cada 20 años.
- Sismo de 1861: aunque dicha actividad geológica catastrófica ocurre desde épocas prehistóricas, el terremoto del 20 de marzo de 1861 (164 años), con 12 000 muertes,[2] señaló un hito importante dentro de la historia de eventos sísmicos argentinos ya que fue el más fuerte registrado y documentado en el país. A partir del mismo los sucesivos gobiernos mendocinos y municipales han ido extremando cuidados y restringiendo los códigos de construcción.[1] Con el terremoto de San Juan del 15 de enero de 1944 (81 años) los gobiernos tomaron estado de la enorme gravedad crónica de sismos de la región.
- Sismo de 1920: de 6,8 de intensidad, destruyó parte de sus edificaciones y abrió numerosas grietas en la zona. Hubo 250 muertes por destrucción de casas de adobe[2][1]
- Sismo del sur de Mendoza de 1929: muy grave, y al no haber desarrollado ninguna medida preventiva, a pesar de haber transcurrido solo nueve años del anterior, mató a 30 habitantes por la caída de casas de adobe[1]
- Sismo de 1985: fue otro episodio grave,[3] de 9 s de duración, derrumbando el viejo Hospital del Carmen de Godoy Cruz.